# La Marine (Saint-Benoît)
La Marine est un site touristique de l'île de La Réunion, département et région d'outre-mer français dans le sud-ouest de l'océan Indien. Il est situé dans la commune de Saint-Benoît au nord du centre-ville.
A la fin du 18ème siècle, les épices, le café et diverses denrées exotiques sont exportées vers la métropole. Son climat propice pour la plantation et ses terres de qualité font de Saint-Benoît la ville idéale pour la création d'un port. 
Construite en 1780, la Marine du Bourbier servit à l'embarquement des sucres, du Tapioca, des épices et autres marchandises, et contribua à desservir l'arrondissement au vent, car étant un point névralgique dans l'exportation de marchandises. À l'époque, la Marine de Saint-Benoît était considérée comme la capitale de l'exportation de marchandises. Initialement construite dans le quartier du Butor, mais trop souvent détruite par les intempéries et les cyclones, elle est remplacée par la Marine du Bourbier.
À la livraison du Chemin de fer de La Réunion en 1882, la marine continua de fonctionner mais déclina au fil des ans jusqu'à ce que le cyclone de 1904 emporte toute l'installation. C'est aujourd'hui un espace vert aménagé et un site touristique très prisé car bénéficiant d'une vue panoramique sur une bonne partie du littoral de la commune.